# Hemituerta mahdi
Hemituerta mahdi là một loài bướm đêm trong họ Noctuidae.